# Handball-Regionalliga Süd 1986/87
Die Saison 1986/87 der Handball-Regionalliga  Süd war die achtzehnte Spielzeit, welche der Süddeutsche Handballverband (SHV) organisierte und die als dritthöchste Spielklasse im deutschen Ligensystem geführt wurde.

## Saisonverlauf
Süddeutscher Meister und Aufsteiger in die 2. Bundesliga wurde der TSV Scharnhausen. Vizemeister ohne Aufstiegsrecht wurde der TSV 1896 Rintheim. Die Absteiger in die Oberligen waren TV 1895 Hardheim und SKV Oberstenfeld.

### Modus
Zwölf Mannschaften spielten eine Hin- und Rückrunde um die süddeutsche Meisterschaft und den Aufstieg
 in die 2. Bundesliga. Die Plätze elf bis zwölf waren die Absteiger in die Oberligen.

### Teilnehmer und Abschlussplatzierungen
Nicht mehr dabei waren ein Aufsteiger und drei Absteiger aus der Vorsaison. Neu dabei war ein Absteiger (A) aus der 2. Bundesliga und die
 Aufsteiger (N) aus den Oberligen Südbaden, Baden, Württemberg und der Bayernliga.

### Männer
|     | Mannschaft           | Spiele | Punkte |
| --- | -------------------- | ------ | ------ |
| 1.  | TSV Scharnhausen     | 22 *   | 32:12  |
| 2.  | TSV 1896 Rintheim    | 22     | 32:12  |
| 3.  | TV Oppenweiler (N)   | 22     | 28:16  |
| 4.  | TSV 1846 Nürnberg    | 22     | 26:18  |
| 5.  | TSV Birkenau (A)     | 22     | 25:19  |
| 6.  | TV Hemsbach          | 22     | 23:21  |
| 7.  | TSV München-Ost      | 22 *   | 19:25  |
| 8.  | TSV Germania Malsch  | 22 *   | 19:25  |
| 9.  | TSV 1860 Ansbach (N) | 22     | 19:25  |
| 10. | TV 1893 Neuhausen    | 22 *   | 16:28  |
| 11. | TV Hardheim 1895     | 22     | 16:28  |
| 12. | SKV Oberstenfeld     | 22     | 12:32  |

(A) = Absteiger aus der 2. Bundesliga, (N) = neu in der Liga (*) = hatte das bessere Torverhältnis
  Süddeutscher Meister und Aufsteiger zur 2. Bundesliga 1987/88

 Für die Regionalliga Süd 1987/88 qualifiziert

### Frauen
- Der TuS Metzingen wurde Süddeutscher Meister und hat sich für die 2. Bundesliga 1987/88 der Frauen qualifiziert.